# 尤利乌斯·布莱特

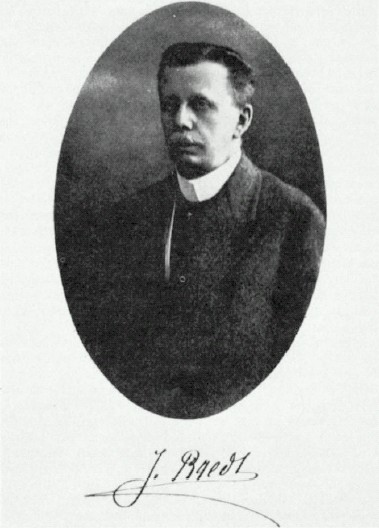
尤利乌斯·布莱特

尤利乌斯·布莱特（Konrad Julius Bredt）（1855年3月29日—1937年9月21日），德国化学家。

## 生平
布莱特在斯特拉斯堡大学的 Rudolph Fittig 指导下取得博士学位，后赴波恩大学执教，1889年成为讲师，1897年又成为荣誉教授。后他又被任命为亚琛工业大学教授，接替 萊納·路德維希·克萊森（Ludwig Claisen），他在那里任教一直到1923年退休。
布莱特在1924年提出布莱特规则，即非大环的桥环化合物中桥头原子不可连有双键。樟脑的结构亦是由他最早提出的。他也是《化学实验期刊》的长期编辑。
布莱特的养女 Maria Lipp（闺名 Bredt-Savelsberg）也是研究樟脑性质的化学家，她是亚琛工业大学的首位女博士生和女教授。